# Anna Theresa Licaros
Anna Theresa Licaros (Mandaluyong, 10 agosto 1984) è una modella filippina.

## Biografia
Fu eletta nel Binibining Pilipinas-Universe il 3 marzo 2007.
In seguito ha rappresentato le Filippine al concorso Miss Universo 2007 che si è svolto a Città del Messico. In occasione del concorso, ha vinto il titolo di Miss Photogenic attraverso un sondaggio online. Si tratta della settima delegata delle Filippine ad aver vinto il titolo. Tuttavia, la Licaros non è riuscita ad entrare nella rosa delle quindici finaliste del concorso.
Nell'agosto 2007, Anna Theresa Licaros ha preso parte al reality show di GMA Network Celebrity Duets: Philippine Edition, dove ha ammesso di essere una fan di Frank Sinatra, Dean Martin e della musica jazz, ed ha dichiarato che le sarebbe piaciuto essere una cantante rock. In seguito è diventata la conduttrice del programma Fit and Fab in onda su QTV 11 ed ha preso parte alla sitcom Show Me Da Manny del 2010.